# Шинри Шиоура
Шинри Шиоура (јап. 塩浦 慎理, романизовано Shinri Shioura; Исехара, 26. новембар 1991) јапански је пливач чија специјалност су спринтерске трке слободним стилом. 
По професији је дипломирани правник (дипломирао на Чуо универзитету у Токију).

## Каријера
Шиоура је почео да тренира пливање још као двогодишњи дечак, а на међународној сцени дебиотвао је 2009. на првенству Азије у кинеском Фошену. Две године касније учестовао је на Универзијади у кинеском Шенџену где је освојио две бронзане медаље у тркама на 50 и 100 метара слободним стилом. Иако је имао испливано квалификационо време за учешће на ЛОИ 2012. у Лондону због фрактуре палца био је присиљен да одустане од наступа на олимпијским играма.
На светским првенствима дебитовао је у Барселони 2013. када је пливајући у штафети 4×100 мешовито, заједно са Рјосуке Иријем, Косукеом Китачимом и Такуром Фуџијем освојио бронзану медаљу (своју деоницу слободним стилом у финалу је отпливао у времену 47,82 секунди).
Велики успех остварио је на Азијским играма 2014. у јужнокорејском Инчону на којима је освојио чак 4 сребрне медаље. На олимпијским играма дебитовао је 2016. у Рију, а најбољи резултат остварио је у штафетној трци 4×100 слободно у којој је јапански тим заузео осмо место у финалу. У трци на 50 слободно био је 16. у полуфиналу, док се на 100 слободно није успео пласирати у полуфинале пошто је у квалификацијама заузео тек 27. место. 
На светском првенству у Будимпешти 2017. такмичио се у пет дисциплина, а у обе појединачне дисциплине у којима се такмичио успео је да се пласира у полуфинала. На 50 слободно је био укупно 14. са временом од 22,02 секунди, док је на дупло дужој деоници заузео укупно 11. место са временом 48,54 секунди. Најближи медаљама био је у штафетним тркама 4×100 мешовито и 4×100 слободно микс са освојена два четврта места.
Током 2018. је остварио неколико запаженијих резултата, а највећи успех је постигао на Азијским играма у Џакарти где је освојио три медаље, од чега две златне. 
На светском првенству у корејском Квангџуу 2019 се такмичио у три дисциплине. Најбољи резултат је остварио у трци на 50 слободно коју је окончао на осмом месту у финалу. Трку на 100 слободно је завршио у полуфиналу (на укупно 13. месту), док је јапанска штафета на 4×100 слободно (у саставу Накамура, Шиоура, Мацумото, Намба) квалификације окончала на 9. месту и није се пласирала у финале.